# Samuel Courtauld
Samuel Courtauld (ur. w 1876 w Braintree, Essex, zm. w 1947) – brytyjski przemysłowiec i kolekcjoner sztuki, jeden z założycieli Courtauld Gallery.

## Ród Curtauldów
Courtauld pochodził z rodziny założonej niegdyś przez hugenockiego złotnika Augustina Courtaulda, który w 1690 roku uciekł z Francji przed prześladowaniami protestantów i zamieszkał w Londynie. W XVIII wieku jego ród znany był z kunsztu złotniczego, rzemiosłem tym trudzili się liczni członkowie jego rodziny. Jednak na początku XIX wieku głównym zajęciem Curtauldów stało się tkactwo jedwabiu. Ich firma zachowała charakter rodzinny do pierwszych lat XX wieku, kiedy dokonała ogromnej ekspansji na rynki europejskie, dzięki nabyciu wyłącznych praw do produkcji sztucznego jedwabiu.

## Praca
Po ukończeniu szkoły, aby przygotować się do pracy w rodzinnej firmie, Samuel Courtauld wyjechał do Francji i Niemiec, gdzie studiował techniki włókiennicze. 
W 1901 roku został dyrektorem jednego z zakładów (w Halstead, w Esseksie), a następnie w 1908 roku, dyrektorem generalnym wszystkich fabryk firmy. W 1915 roku wszedł do rady nadzorczej, a w 1921 roku. Został mianowany prezydentem Courtaulds Limited. Stanowisko to zachował do odejścia na emeryturę w 1946 roku. 
W ciągu 25 lat jego rządów firma znacznie się rozrosła i liczyła ponad 20 fabryk w Wielkiej Brytanii.

## Zainteresowanie Courtaulda sztuką
Courtauld zgromadził pokaźną fortunę, co pozwoliło mu wydać duże sumy na zakup obrazów. Początkowo interesował się sztuką renesansową, ale z czasem zaczął odkrywać późniejsze malarstwo francuskie, zwłaszcza impresjonizm i postimpresjonizm. W 1917 roku nastąpił zwrot zainteresowań artystycznych porównywalnych do tego, którego doświadczył we Włoszech. Odwiedził on wówczas londyńską Tate Galery, zobaczył wystawę francuskiego malarstwa, przekazaną galerii przez irlandzkiego kolekcjonera sir Hugh Lane’a. Obrazy impresjonistów zachwyciły go. Kilka lat później na wystawie w Burlington Fine Arts Club (maj 1922 roku), Courtauld „odkrył” Cezanne’a.

## Początki Courtauld Galery
Samuel Courtauld zaczął kupować obrazy według pewnego klucza i w kolejnym dziesięcioleciu nabył ważne dzieła impresjonistów i postimpresjonistów, jak Bar w Folies-Bergère Maneta i Loża Renoira. Przy zakupie płótna nie kierował się opinią krytyków na temat artysty, ale rozumem i zdaniem swojej żony.
Jeśli tylko było to możliwe, przechowywał u siebie obraz przez jakiś czas przed jego zakupem. Po 1930 roku Courtauld postanowił podzielić się swoim zamiłowaniem do sztuki z szeroką publicznością. Pragnąc, aby obrazy impresjonistów i postimpresjonistów zdobyły większe uznanie, podarował Tate Galery 50 tysięcy funtów na zakup 23 obrazów.
W 1931 roku założył Courtauld Institute of Art. W tym samym roku przekazał Uniwersytetowi dom przy Nortman Square (XVII-wieczny pałac zaprojektowany przez Roberta Adama) w bezpłatne użytkowanie na 50 lat.
Podarował Uniwersytetowi także większość swoich obrazów i 70 tysięcy funtów na budowę pinakoteki. Otwarto ją dopiero 11 lat po jego śmierci, w 1958 roku przy Woburn Square.
Zarówno Courtauld Institute of Art., Ja I pinakotekę (nazywaną wówczas Courtauld Institute Galleries) przeniesiono do budynku Somerset House w latach 1989 – 1990 i po raz pierwszy połączono. Nazwa kolekcji została wówczas zmienona na Courtauld Gallery.